# Daniel Geale
Daniel Geale (ur. 26 lutego 1981 w Launceston) – australijski bokser, były mistrz świata WBA (Super) i IBF w kategorii średniej.

## Kariera amatorska
W roku 2000 reprezentował swój kraj na Igrzyskach Olimpijskich w Sydney gdzie przegrał pierwszą walkę z Włochem Leonardem Bundu. W roku 2002 na Igrzyskach Wspólnoty Narodów w Manchesterze zdobył złoty medal w wadze półśredniej, wygrywając w finale z reprezentantem Republiki Południowej Afryki Kwanele Zulu. W Mistrzostwach Świata 2003 w Bangkoku uległ już w pierwszej walce Kazachowi Bachtjarowi Artajewowi. W latach 2000, 2001, 2002 i 2004 był Mistrzem Oceanii.

## Kariera zawodowa
Karierę zawodową rozpoczął 1 października 2004. Do października 2010 stoczył  25 walk, wygrywając 24. W tym czasie zdobył lokalne tytuły IBN Pan Pacific, OPBF, IBO Intercontinental i IBO w kategoriach junior średniej, średniej i super średniej oraz wygrał eliminacyjny pojedynek do tytułu organizacji IBF w wadze średniej z byłym mistrzem tej organizacji w junior średniej Rosjaninem Romanem Karmazinem przez techniczny nokaut w dwunastej rundzie.
7 maja 2011 w Neubrandenburgu (Niemcy) doszło do spotkania z urzędującym mistrzem świata IBF Niemcem Sebastianem Sylvestrem. Geale wygrał w wyrównanym pojedynku po niejednogłośnej decyzji sędziów i został nowym mistrzem wagi średniej. W pierwszej obronie tytułu, 31 sierpnia, pokonał jednogłośnie na punkty Nigeryjczyka Eromosele Alberta.
7 marca 2012 w kolejnej obronie tytułu zwyciężył jednogłośnie na punkty Osumanu Adamę (Ghana). 1 września w Oberhausen doszło do walki unifikacyjnej z posiadaczem tytułu WBA Super Niemcem Felixem Sturmem. Po zaciętym pojedynku niejednogłośną decyzją sędziów za zwycięzcę uznany został Geale i zdobył podwójną koronę. 
6 czerwca 2015 w nowojorskim Brooklynie przegrał przez techniczny nokaut w czwartej rundzie z obroniąc tytułu mistrza świata wagi średniej federacji WBC, Portorykańczykiem Miguelem Cotto (40-4, 33 KO).